# 小林加奈枝
小林 加奈枝（こばやし かなえ、1907年3月7日 - 没年不詳）は、日本の女優。

## 経歴
石川県金沢市の生まれ。出生名は小林叶江。1916年、京都にある叔父の映画監督・小林弥六の家に移り住み、尾上松之助の映画に子役として出演する。成長して大丸百貨店に就職。1924年11月、母が家の管理人をしていた女優・酒井米子から「スターだけでは活動写真はできない。大部屋女優も大事な役割がある」と女優になるよう口説かれて日活大将軍撮影所に入社する。時代劇部大部屋に入るが、当時所属していたのは彼女と大谷良子だけだった。以後、50年を大部屋女優に徹する。1932年、伊東直次郎（後の大映京都撮影所庶務課長、建築設計）と結婚。その後、日活は大映に合併するが引き続き所属。1954年、芸名を本名の小林叶江から小林加奈枝に改名。1971年12月の大映倒産後は映像京都に所属。

## 主な出演作品

### 映画
- 三河武士（1924年）[1]
- 修羅八荒 第一篇（1926年）- 侍女・小糸[1]
- 鳴門秘帖 第一篇（1926年） - 万吉の女房/お米の乳母（二役）[1]
- 悲恋狂刃（1927年） - 楓[1]
- 鳥人 (1940年) - 百姓
- 無法松の一生（1943年） - 松五郎の継母[1]
- 王将（1948年）
- 鉄の爪（1951年）
- 愛妻物語（1951年）
- 源氏物語（1951年）
- 偽れる盛装（1951年）
- 怪猫有馬御殿（1953年）
- 祇園囃子（1953年） - 髪結
- 噂の女（1954年） - お春（撮影所から努力賞授与）[1]
- 山椒大夫（1954年）[1]
- 大阪物語（1957年）[2]
- 怪猫夜泣き沼（1957年） - お杉[1]
- 狙われた土曜日（1957年）
- 南蛮寺の佝僂男（1957年）
- 赤胴鈴之助 三つ目の鳥人（1958年）[1]
- 日蓮と蒙古大襲来（1958年）
- 炎上（1958年）
- かげろう笠（1959年） - 船客
- かげろう絵図（1959年）
- 千代田城炎上 (1959年)
- 怪談累ヶ淵（1960年）
- 大江山酒天童子（1960年）
- 大菩薩峠 完結篇 (1961年)
- 怪談夜泣き灯篭（1962年） - お増
- 女系家族（1963年）
- 鼠小僧次郎吉（1965年）
- 座頭市地獄旅（1965年）
- 酔いどれ波止場（1966年）
- 大殺陣 雄呂血（1966年）
- 座頭市海を渡る（1966年）
- 座頭市血煙り街道（1967年）
- 牡丹灯篭（1968年）
- 人斬り（1969年）
- 眠狂四郎悪女狩り（1969年）
- 眠狂四郎卍斬り（1969年）
- 新座頭市・破れ!唐人剣（1971年）
- 秘録長崎おんな牢（1971年）
- 子連れ狼 子を貸し腕貸しつかまつる（1972年）
- 戒厳令（1973年）
- 本陣殺人事件（1975年）[1]
- 愛のコリーダ（1976年） - 老妓[1]
- 金閣寺（1976年）[1]
- 愛の亡霊（1978年） - おもよ[1]
- 蔵の中（1981年）

### テレビドラマ
- 火曜日の女[1]
- 横溝正史シリーズ[1]
- 銭形平次[1]
- 木枯し紋次郎 第1部 第13話「見かえり峠の落日」（1972年）
- 座頭市物語 第7話「市に小鳥がとまった」（1974年11月14日、CX / 勝プロ）
- 水戸黄門 第6部 第17話「若君替玉作戦 ‐松山‐」（1975年7月21日、TBS / C.A.L）
- 必殺仕掛人[1]
- 怪談妖蝶の棲む館（1983年）